# Zalessie (rejon homelski)
Zalessie (biał. Залессе; ros. Залесье, Zalesje) – wieś na Białorusi, w obwodzie homelskim, w rejonie homelskim, w sielsowiecie Czaracianka, przy granicy z Ukrainą.